# Юркевич Андрій Михайлович
Андрі́й Миха́йлович Юрке́вич (псевдо «Грізлі»; 18 квітня 1982 с. Білозірка Лановецького району Тернопільської області — 5 вересня 2014, с. Металіст Луганської області) — український військовик, командир 2-го взводу 2-ї роти «Захід» 24-го батальйону територіальної оборони «Айдар» МО України.

## Життєпис
Навчався Андрій Юркевич у Тернопільській школі № 13, брав участь в усіх можливих змаганнях, конкурсах, квестах, КВН-ах. Працював у фірмі «Максимум» (Тернопіль).
Андрій Юркевич — боєць спортивного клубу «Характерник» (м. Тернопіль), громадський активіст, активний учасник подій на Майдані, зокрема під час протистояння 18—20 лютого 2014 року.
Після початку війни на сході України вступив до батальйону «Айдар» і в його складі брав участь у звільненні Луганщини, вів щоденник учасника війни у соціальній мережі.

### Обставини загибелі
Загинув у засідці проросійських бойовиків на ділянці дороги Щастя — Металіст, поблизу села Весела Гора. 5 вересня, дві групи батальйону висунулися на блокпост на ділянці Металіст — Щастя в Луганській області. Через артобстріл території загону довелося відступити в лісосмугу, а потім машина з бійцями виїхала в бік Щастя.
У машині було 12 осіб першої групи «Термінатора» та 11 бійців — другої, під командуванням Андрія Юркевича. Проїхавши поворот на Кольорові піски, через 1—1,5 км вони під'їхали до блокпоста, на якому майорів український прапор. «Термінатор» (командир групи) вийшов з машини і підійшов до постового. На питання постового: «Хто такі?» відповів «Ми — Айдар». «Айдар!» — крикнув постовий, і одночасно весь блокпост відкрив вогонь по машині наших бійців. Кузов вибухнув і спалахнув через прострелений бензобак і боєприпаси, що здетонували. Багато бійців зазнали поранень і опіків. Вони втікали в зеленку й поле соняшників. Позаду лунали поодинокі постріли — звуки зачистки, очевидно, добивали поранених, які були на блокпості
Один із наших поранених дістався до вояків 80-ї бригади і добровольців. Десантники кинулись на допомогу айдарівцям, влетіли на блокпост, вступили в бій.. Підбили танк і БТР противника, зруйнували споруди блокпоста, проїхавши по ньому, і пішли далі в напрямку Щастя.

### Похорон
Поминальні служби відбулися 11 вересня в с. Підгороднє Тернопільського району та в Архікатедральному соборі Тернополя, похований на Микулинецькому цвинтарі.

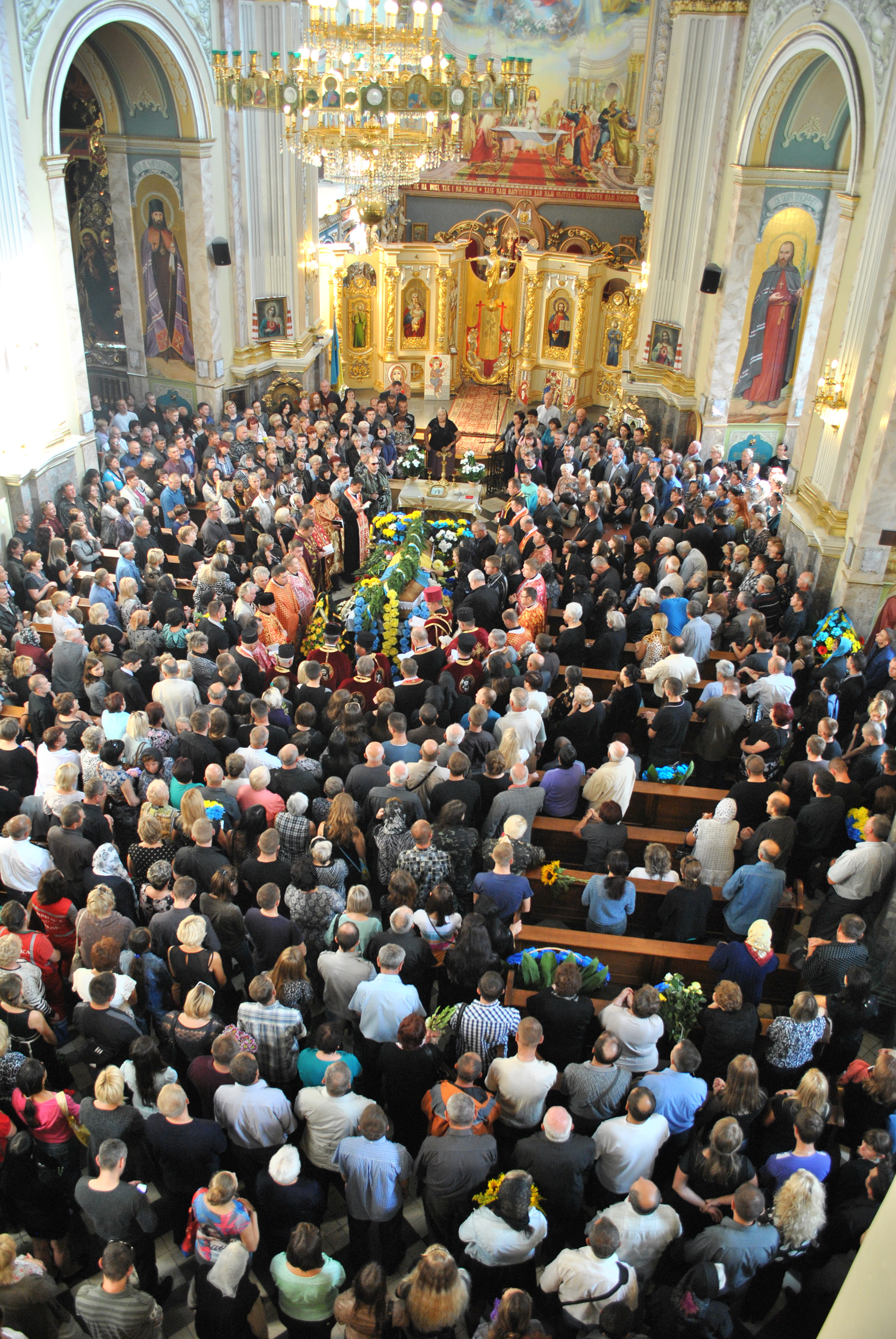
Панахида в Архікатедральному соборі УГКЦ м. Тернополя
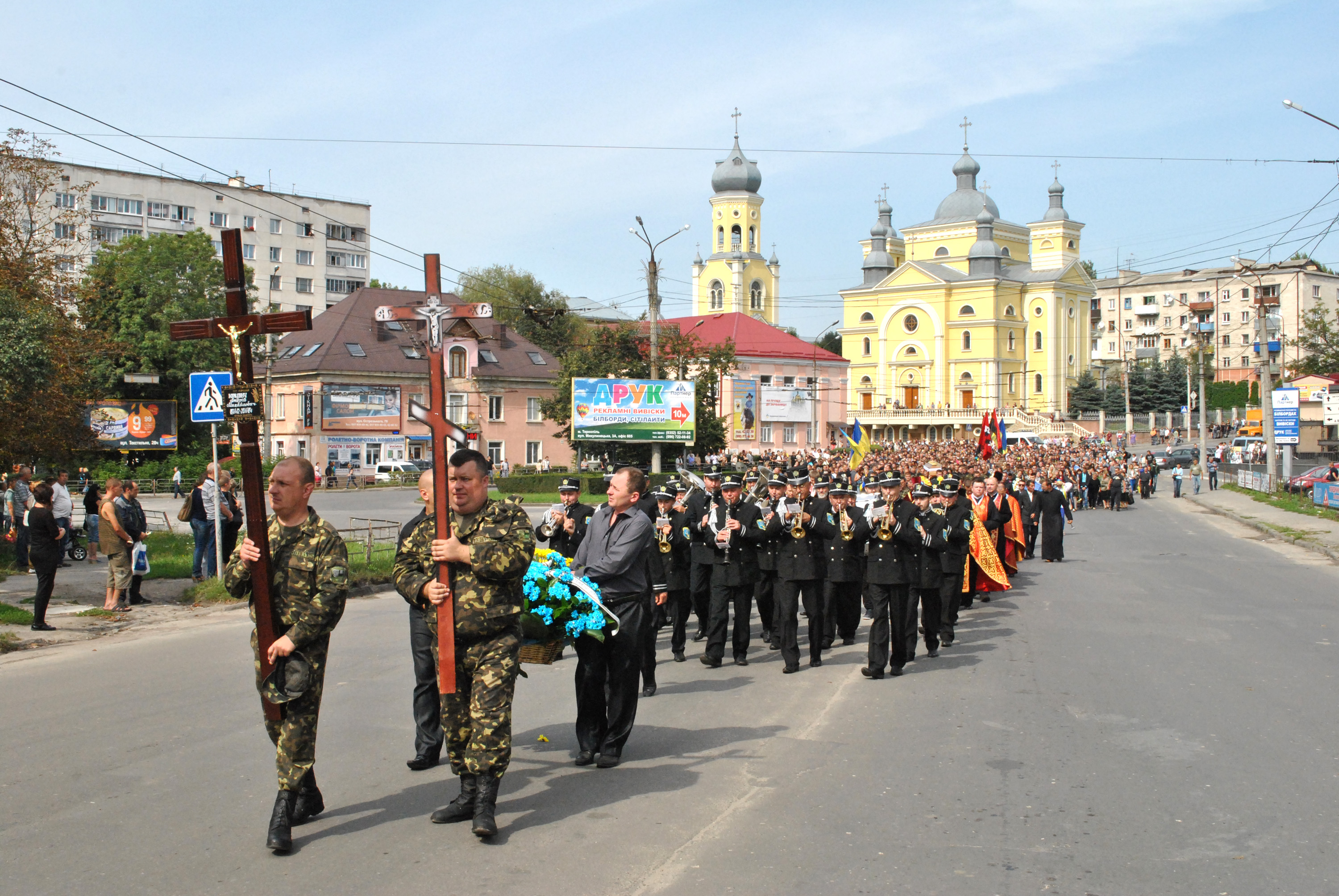
Похоронна процесія на вул. Микулинецькій
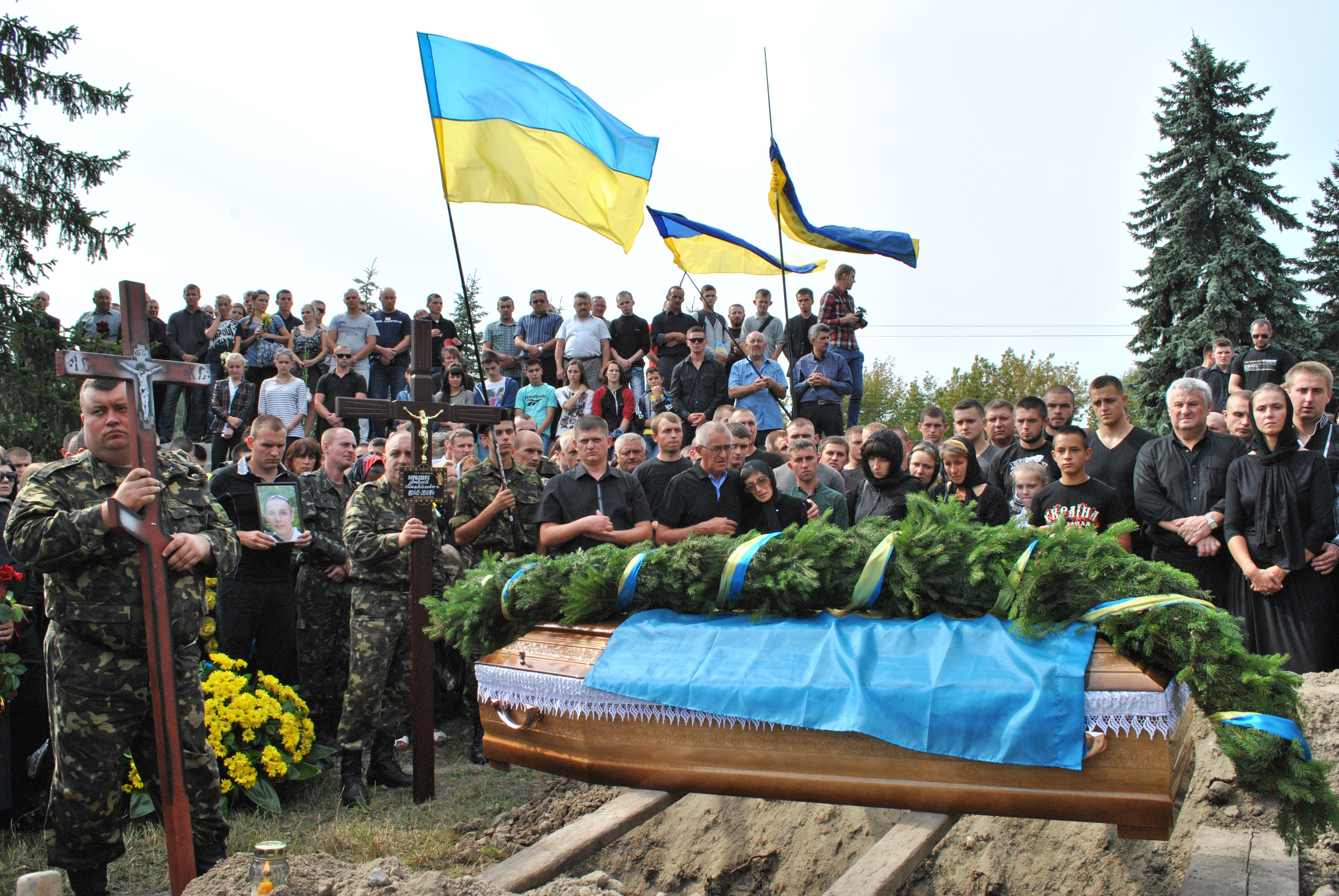
Похорон Андрія Юркевича на Микулинецькому цвинтарі Тернополя 11 вересня 2014 року

### Родина
Залишилась дружина Христина (до шлюбу Жилюк), з якою одружився 15 жовтня 2005 року.

## Творчість
11 листопада 2014 року в державному архіві Тернопільської області відбулась презентація книги спогадів про Майдан і Революцію гідності Андрія Юркевича «Моя революція» (видавничий центр «Вектор», наклад п'ятдесят примірників). На презентації виступили директор ДАТО Юрій Гумен, дружина Андрія Христина, воїн АТО і побратим Валерій Чоботарь, директор школи № 13 Руслан Вавричук та батько Михайло.
17 квітня 2015 року в Тернопільському пресклубі дружина Андрія Христина представила перевидання книги «Моя революція» (наклад — 2500 прим.).
Андрій закінчив писати оповідь за два тижні до того, як піти на схід добровольцем. Писав уночі, — «Мушу встигнути це зробити, інакше мене замучить совість». Він прагнув змін і хотів, щоби люди змінилися. Читаючи книгу, дізнаєшся, які труднощі довелося долати молодим патріотам, з перших вуст дізнатися про бої на Інститутській, про те, як під прицілом снайпера рятували поранених побратимів та виносили тіла загиблих. Спогади Андрія Юркевича дають зрозуміти, що спонукало молодих людей не задумуючись, просто з Майдану, йти на фронт захищати Батьківщину.

## Вшанування

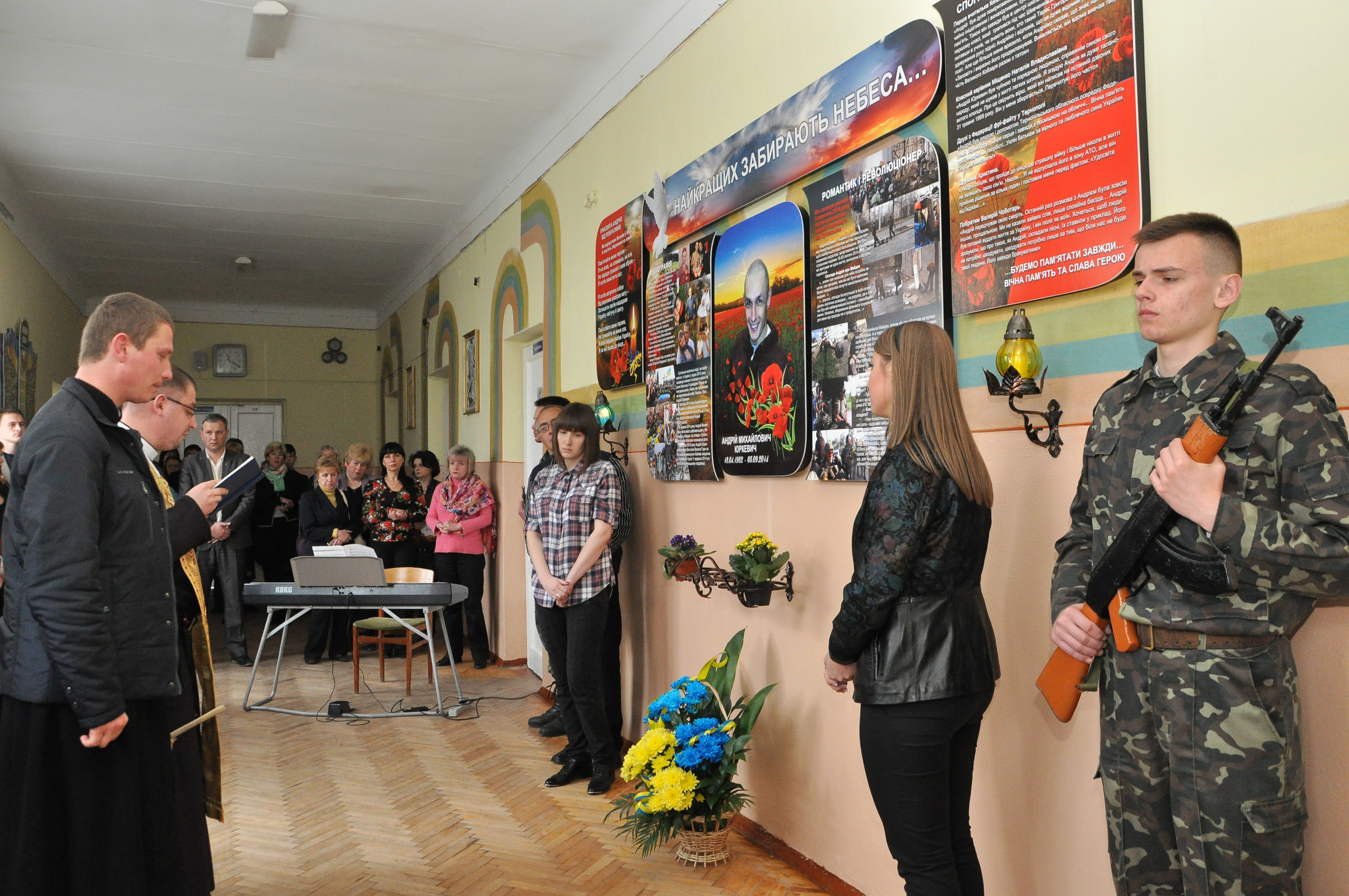
Відкриття кутка пам'яті Андрія Юркевича у Тернопільській ЗОШ № 13

17 квітня 2015 року в Тернопільській ЗОШ № 13, де навчався Андрій Юркевич, відбувся вечір-реквієм та відкриття кутка пам'яті героя.
Кадри з похорону Андрія Юркевича стали початком документального фільму Леоніда Кантера та Івана Яснія «Добровольці Божої чоти».
5 вересня 2015 року на могилі Андрія Юркевича освятили пам'ятник.
Наприкінці 2016 року рішенням виконкому Тернопільської міської ради Тернопільській загальноосвітній школі-ліцею № 13 присвоєно ім'я Андрія Юркевича.

### Відзнаки
- орден «За мужність» ІІІ ступеня (2015, посмертно) — за особисту мужність і героїзм, виявлені у захисті державного суверенітету та територіальної цілісності України посмертно нагороджений[12].
- «Почесний громадянин міста Тернополя» (2015, посмертно) — за особисту мужність і високий професіоналізм, який виявлений у захисті державного суверенітету та територіальної цілісності України[13].
- орден «Честь і слава» (2015, посмертно) — за мужність, самовідданість та зразкове виконання службового обов'язку, проявлені у боротьбі за Незалежність України під час проведення АТО на Сході України, нагороджений громадською волонтерською організацією «Спілка бійців та волонтерів АТО „Сила України“».[14]
- Орден «Народний Герой України» (2016).
- почесний громадянин Тернопільської області (21 грудня 2022, посмертно)[15].
- Його портрет розміщений на меморіалі «Стіна пам'яті полеглих за Україну» у Києві: секція 4, ряд 10, місце 10